# Сабаєво (Гафурійський район)
Саба́єво (рос. Сабаево, башк. Һабай) — присілок у складі Гафурійського району Башкортостану, Росія. Входить до складу Ковардинської сільської ради.
Населення — 177 осіб (2010; 197 в 2002).
Національний склад:
- башкири — 98%